# ريتشارد هاي (سياسي)
ريتشارد هاي (بالإنجليزية: Richard Hay)‏ هو سياسي هندي، ولد في 9 يونيو 1952 في الهند. حزبياً، نشط في بهاراتيا جاناتا. وقد انتخب عضو لوك سابها السادسة عشر ‏ عن دائرة Anglo-Indian reserved seats in the Lok Sabha ‏ وقد انضم خلال فترته النيابية ‏ للكتلة البرلمانية بهاراتيا جاناتا.